# Helmut Brückner (Mathematiker)
Helmut Brückner (* 13. April 1938 in Bremen) ist ein deutscher Mathematiker, der sich mit algebraischer Zahlentheorie beschäftigt.
Brückner studierte 1957 bis 1962 an der Universität Hamburg Mathematik, Physik, Philosophie und Pädagogik, legte 1963 seine Lehramtsprüfung ab und promovierte dort 1964 bei Helmut Hasse (Eine explizite Formel für das p-te Normsymbol in diskret bewerteten vollständigen Körpern der Charakteristik 0 mit vollkommenem Restklassenkörper der Charakteristik p). Er war Professor an der Universität Hamburg, wo er inzwischen emeritiert ist.
Brückner zeigte in den 1960er Jahren durch explizite Berechnung der Normenrestsymbole die Gültigkeit des allgemeinen Reziprozitätsgesetzes für n-te Potenzreste. Explizite Reziprozitätsgesetze untersuchten auch unabhängig Igor Schafarewitsch (1950er Jahre) und Sergei Wladimirowitsch Wostokow (1978) in Russland. Das lieferte eine Konkretisierung und einen gewissen Abschluss in der Theorie der allgemeinen Reziprozitätsgesetze, einem zentralen Thema der algebraischen Zahlentheorie, das bis auf Legendre und Gauß zurückgeht (Quadratisches Reziprozitätsgesetz, bei Gauß schon erste höhere Reziprozitätsgesetze) und dessen Geschichte dann über Eisenstein, Ernst Eduard Kummer, David Hilbert (der das allgemeine Reziprozitätsgesetz für n-te Potenzreste als neuntes der Hilbertprobleme stellte), Teiji Takagi, Philipp Furtwängler bis zu Emil Artin und Hasse reichte. Die Suche nach und der Beweis von immer allgemeineren Formulierungen des Reziprozitätsgesetzes war eine der Triebfedern der Entwicklung der algebraischen Zahlentheorie (Entstehung der Klassenkörpertheorie).
Zu seinen Doktoranden zählen Uwe Jannsen und Kay Wingberg.

## Schriften
- „Explizites Reziprozitätsgesetz und Anwendungen“. Ausarbeitung: Jutta Klingen. Vorlesungen Fachbereich Math. Univ. Essen, Heft 2, 1979[2]
- „Eine explizite Formel zum Reziprozitätsgesetz für Primzahlexponenten p“, in: Helmut Hasse und Peter Roquette (Hrsg.): Algebraische Zahlentheorie – Bericht einer Tagung des Mathematischen Forschungsinstituts Oberwolfach vom 6.–12. September 1964 (Oberwolfach), BI Hochschultaschenbücher 1967, S. 31–39